# Bengt Westerberg
Bengt Carl Gustaf Westerberg, född 23 augusti 1943 i Södertälje, är en svensk politiker (folkpartist) och styrelsekonsult. Han var partiledare för Folkpartiet 1983–1995, riksdagsledamot 1984–1994 och socialminister i den borgerliga regeringen Carl Bildt 1991–1994. I valet 1985 ökade partiets andel av väljarkåren kraftigt, vilket förknippades inte minst med Westerbergs personliga egenskaper och blev känt som Westerbergeffekten. Därefter ledde han partiet i tre val med minskande väljarstöd.
Westerberg är son till färghandlaren, direktör Carl-Erik Westerberg och dennes hustru Barbro, född Wahlström. Han avlade studentexamen 1962, medicine kandidatexamen vid Karolinska Institutet 1964 och filosofie kandidatexamen vid Stockholms universitet 1974, i ämnena nationalekonomi, statskunskap, företagsekonomi och statistik.

## Uppväxt
Westerberg är uppvuxen i Södertälje där familjen drev en färgaffär som hade övertagits av Westerbergs farmor Elin Westerberg 1906. I ungdomen sysslade Westerberg med friidrott och fotboll. Efter studentexamen 1962 flyttade Westerberg till en egen lägenhet i Södertälje och började studera medicin vid Karolinska institutet. År 1966 valde han att istället börja läsa nationalekonomi. År 1965 hade Westerberg läst Hans Wieslanders De politiska partiernas program och funnit att Folkpartiet låg närmast hans egna åsikter. Han engagerade sig i Folkpartiets ungdomsförbund och blev 1966 ordförande för FPU-klubben i Södertälje. Klubben var en av FPU:s största i Sverige. FPU var vid denna tid relativt radikalt och Westerberg skrev själv en motion där han föreslog att Folkpartiet skulle ansluta sig till Svenska kommittén för Vietnam. I samband med förstakammarvalet 1966 arbetade Westerberg som valledare för Folkpartiet i Södertälje. Han kandiderade också till stadsfullmäktige i Södertälje men blev inte vald.

## Politisk karriär

### FPU
I slutet av 1960-talet kom Westerberg in i FPU:s förbundsledning och 1969-1970 arbetade han som biträdande borgarrådssekreterare för Storstockholmsroteln i Stockholms stad och som borgarrådssekreterare på gaturoteln 1970. Vid denna tid var förhållandet mellan FPU och Folkpartiet inte särskilt bra. FPU leddes 1969–1971 av Per Gahrton men folkpartiledaren Gunnar Helén förklarade att partiet skulle bryta med FPU om Gahrton omvaldes 1971. Vid FPU:s kongress 1971 förlorade Gahrton ordförandeposten mot Lars Leijonborg. Westerberg hade 1970 blivit ordförande i FPU:s arbetsutskott men avböjde att själv ställa upp i valet till ordförande. Efter kongressen lämnade han förbundsstyrelsen.
Åren 1971-1972 var Westerberg landstingsrådssekreterare på trafikroteln vid Stockholms läns landsting. Samtidigt med detta heltidsarbete studerade han statskunskap och nationalekonomi. Som utredningsledare var han sysselsatt med en utredning om kollektivtrafiken 1972-1975, då han lämnade den tjänsten och istället blev expert i den trafikpolitiska utredningen 1975-1976. År 1976 skulle han börja arbeta som utredningschef för Läkarförbundet men efter den borgerliga valsegern 1976 blev han uppringd av folkpartiledaren Per Ahlmark som erbjöd honom att börja som sakkunnig på Arbetsmarknadsdepartementet. Så småningom kom han att övergå till samordningskansliet där han handlade vissa industrifrågor och var Folkpartiets kontaktman med Industridepartementet. Detta var han fram till 1978 då han blev statssekreterare på industridepartementet och därefter 1979-1982 på budgetdepartementet.  Westerberg var kanslichef på Institutet Marknadsekonomiskt Alternativ för Sverige 1983.

### Karriär i Rosenbad
När den folkpartistiska regeringen Ullsten tillträdde innebar detta en skjuts i karriären för många folkpartister. Westerberg blev statssekreterare vid Industridepartementet under statsrådet Erik Huss. Regeringen hade som ambition att upphöra med stöd till krisdrabbad industri men Westerberg var negativ till att man ändå valde att ge stöd till skogsbolagen NCB och Södra Skogsägarna. Folkpartiregeringen avgick efter valet 1979 och istället tillträdde en borgerlig regering, Fälldin II. Westerberg blev statssekreterare i budgetdepartementet, först under Ingemar Mundebo, från 1980 under Rolf Wirtén. Vid folkomröstningen om kärnkraften 1980 stödde Folkpartiet officiellt linje 2 men Westerberg själv stödde linje 1.
Folkpartiet hade länge drivit kravet på sänkta marginalskatter och Folkpartiet tillsammans med Centerpartiet och Socialdemokraterna gjorde upp om en marginalskattereform ("Den underbara natten"). Reformen stöddes dock inte av Moderaterna som valde att lämna regeringen. Westerberg var missnöjd med uppgörelsen men var utåt sett lojal. Westerberg ansåg att Folkpartiet borde samarbeta med Moderaterna eftersom alla uppgörelser med Socialdemokraterna skulle legitimera det han kallade socialdemokratisk planhushållningspolitik.

### Partiledare
Efter att en socialdemokratisk regering tillträtt på hösten 1982 ägnade sig Westerberg åt stiftelsen Marknadsekonomiskt alternativ för Sverige tillsammans med moderaten Carl Bildt. Han började också skriva krönikor för veckotidningen Affärsvärlden. Som statssekreterare hade Westerberg blivit en välkänd person och i maj 1983 blev han invald i Folkpartiets partiledning. Sommaren 1983 avgick partiledaren Ola Ullsten och det fanns fyra kandidater till partiledarposten: Westerberg, riksdagsgruppens ledare Björn Molin samt tidigare statsråden Birgit Friggebo och Ingemar Eliasson. Vid partiets landsmöte i oktober 1983 blev Westerberg vald till partiledare. Vid valet hade han stöd av alla länsförbund men FPU förespråkade Björn Molin.
Valet 1982 innebar att stödet för Folkpartiet halverades och resultatet var partiets sämsta någonsin. Som ny partiledare satt inte Westerberg i riksdagen och han inledde därför med ett flitigt resande. Han kritiserade den socialdemokratiska politiken skarpt, till exempel de höga marginalskatterna som han i ett tal sa var resultatet av "de små stegens tyranni". Som oppositionspolitiker förespråkade han strukturella reformer och besparingar för att behålla den sociala välfärden samt rätten att få välja mellan privata och offentliga utförare inom den offentliga servicen. Han kritiserade regeringen för att inte föra en tillräckligt stram finanspolitik.
Inför valet 1985 drev Folkpartiet frågan om eget rum på långvården. Opinionsmässigt låg dock partiet kvar på 4 procent i undersökningarna och den 28 augusti hade stödet endast ökat till 5 procent. Den 29 augusti blev Westerberg utfrågad i TV:s partiledarutfrågning och detta blev Westerbergs stora genombrott tack vare hans raka stil och hans sätt att ge klara besked. Följande dag publicerades en opinionsundersökning som gav Folkpartiet 8 procent. Den 1 september deltog Westerberg i en ekonomisk debatt i TV och enligt en publikundersökning var det Westerberg som klarade sig bäst. Förutom att kritisera regeringen gjorde Westerberg också klara markeringar mot Moderaterna. Några dagar före valet hade Folkpartiets stöd ökat till 10,5 procent och i valet fick partiet 14,2 procent. Denna så kallade Westerberg-effekt innebar att partiets stöd bland väljarna ökade med 8 procentenheter. Alla andra riksdagspartier fick försämrat valresultat.
Westerbergs krav på att introducera privata alternativ i den offentliga sektorn drevs vidare. I den offentliga debatten kom frågan att symboliseras av striden om privat barnomsorg. År 1984 hade riksdagen klubbat Lex Pysslingen som förbjöd statsbidrag till daghem som drevs i aktiebolagsform. Westerberg menade att så länge inte privata alternativ tilläts på samma villkor hölls lönerna nere för kvinnor i den offentliga sektorn som inte hade möjlighet att byta arbetsgivare.
I valet 1988 hade Socialdemokraterna utnämnt Folkpartiet till sin huvudmotståndare. Inför valet hade Folkpartiet föreslagit sänkt förmögenhetsskatt, sänkta marginalskatter samt sänkt ersättningsnivå i sjukförsäkringen till 80 procent och särskilt det sista gjorde att Socialdemokraterna kritiserade partiet. I ett valmöte i Vasaparken i Stockholm förklarade socialminister Sten Andersson att Westerberg hade en "felprogrammerad hjärna". Westerberg klarade sig inte särskilt bra i TV:s partiledarutfrågning den 1 september. I valet gick partiet tillbaka med drygt 2 procentenheter.
I november 1988 gjorde finansminister Kjell-Olof Feldt klart att regeringen ville få till stånd en blocköverskridande överenskommelse om en förändring av det svenska skattesystemet. Socialdemokraterna lyckades få en överenskommelse med Folkpartiet. Ett kännetecken i det nya skattesystemet som Westerberg fick igenom var en högsta marginalskatt på 50 procent (genomsnittlig kommunalskatt 30 procent plus 20 procent i statlig inkomstskatt på inkomster över 180 000 kronor).
I april 1990 gjorde Folkpartiet upp med Carlssons andra ministär om ett krispaket som innebar sänkt ersättning i sjukförsäkringen, höjd moms och höjd egenavgift till arbetslöshetskassan. Westerberg ansåg att Socialdemokraterna hade närmat sig Folkpartiet och att det var möjligt att bryta upp blockpolitiken genom att fortsätta samarbetet mellan de två partierna. Möjligheten till detta upphörde dock hösten 1990 då Westerberg ansåg att statsminister Ingvar Carlsson hade svikit överenskommelsen från vårens krispaket. Inom Folkpartiets partiledning ansåg Birgit Friggebo och Anne Wibble att partiet skulle avvisa tankarna på ett närmare samarbete.
Den 30 oktober 1990 publicerades en debattartikel i Dagens Nyheter skriven av Westerberg tillsammans med Moderaternas Carl Bildt där de förklarade att de ville regera tillsammans. På våren 1991 antogs ett gemensamt program inför valet 1991, Ny start för Sverige. Westerberg förklarade under valkampanjen att han inte ville sitta i en regering som var beroende av Ny demokratis stöd. På valdagen sjönk stödet ytterligare för Folkpartiet. Statsminister Ingvar Carlsson valde att avgå trots att det inte fanns möjlighet för en borgerlig majoritetsregering. När partiledarna träffade talmannen för att diskutera regeringsbildning framförde Westerberg att han ville ha en koalition mellan Folkpartiet, Moderaterna och Socialdemokraterna. De två andra partierna var dock inte intresserade och talmannen gav i uppdrag åt Moderaternas Carl Bildt att bilda en borgerlig minoritetsregering.

### Statsråd
När regeringen Carl Bildt tillträdde 4 oktober 1991 utsågs Westerberg till statsråd och chef för socialdepartementet. Han utsås också till ställföreträdande statsminister. Westerbergs tid som socialminister dominerades av den ekonomiska krisen. I bidragssystemen infördes olika sänkningar av bidragsnivåerna. Inom sjukförsäkringen infördes en karensdag, sänkt ersättningsnivå samt 14 dagars arbetsgivarperiod. Bland reformer som genomfördes kan nämnas handikappreformen 1994, införandet 1994 av en pappamånad i föräldraförsäkringen, husläkarsystemet samt införandet av ett vårdnadsbidrag till föräldrar 1994.
Den 15 januari 1993 blev Westerberg även jämställdhetsminister. Han utsågs senare till "Hederskvinna" vid Kvinnor Kan-mässan i Östersund.

### Avgång
Inför valet 1994 hade Westerberg gjort klart att det bästa vore om den borgerliga regeringen fick egen majoritet i riksdagen men annars borde man överväga någon form av blocköverskridande lösning. På valdagen sjönk stödet för Folkpartiet ytterligare. Westerberg hade inför valet gjort klart att han skulle avgå om partiet gjorde ett dåligt val. Partistyrelsen gav honom mandat att förhandla med Socialdemokraternas Ingvar Carlsson om denne visade intresse för att ingå koalition. När det stod klart att det för Carlsson inte var aktuellt med en koalitionsregering valde Westerberg att avgå.
Han efterträddes i februari 1995 av Maria Leissner.

### Senare politiska uppdrag
Westerberg utnämndes i maj 2011 särskild utredare om främlingsfientlighet. I rapporten som hans kommission avgav (SOU 2012:74) föreslogs bland annat att 650 miljoner kronor används för att utbilda lärare i kamp mot främlingsfientlighet. Även Skolinspektionen, diskrimineringsombudsmannen, de lokala antidiskrimineringsbyråerna, Forum för levande historia och Ungdomsstyrelsen skall mobiliseras.

## Styrelsekarriär
Efter att ha lämnat politiken har Westerberg etablerat sig som vad man kallar styrelseproffs, främst inom de offentliga och ideella sektorerna. Fyra huvudlinjer kan sägas finnas i hans styrelsekarriär: idrotten, funktionshinder och omsorg, akademin samt offentliga organ inom finanssektorn.
Westerbergs starka engagemang för idrotten ledde till att han strax efter Friidrotts-VM i Göteborg 1995 blev förbundsordförande för Svenska friidrottsförbundet. Förbundet befann sig då i ekonomisk kris, men under Westerbergs ledning lyckades förbundet sanera sin ekonomi. Westerberg lämnade uppdraget 28 mars 2004. Under en överlappande period var han samtidigt verksam som styrelseledamot i Riksidrottsförbundet (1999–2005). Ett uppdrag i styrelsen för Folkspel i Sverige AB kan också knytas till hans uppdrag inom idrottsvärlden.
En av de politiska frågor han fokuserat på har varit de funktionshindrades situation, vilket kommit till uttryck i hans ordförandeskap för Dyslexifonden (1996–2005), Sunnerdahls handikappfond (2002–2005) och Institutet för Handikappvetenskap. Härtill anknyter omsorgsfrågorna – inte minst för äldreomsorgen som han lyft fram inom så väl Röda Korset som genom branschföreningen Äldreomsorgsföretagarna. Han har kritiserats för det höga styrelsearvode (över 800 000 kr/år) han lyfter från Röda Korset.
Det tidigare nämnda Institutet för Handikappvetenskap vid Linköpings och Örebro universitet ingår bland Westerbergs uppdrag av akademisk karaktär. Hit hör också hans tidigare ordförandeskap för Högskoleverkets jämställdhetsråd, Vetenskapsrådet (2001–2006) och Linköpings universitet (2007–2013), samt ett pågående uppdrag som styrelseordförande inom Institutet för framtidsstudier. Under en tid var han knuten till Högskolan i Karlstad (numera Karlstads universitet) som utvecklingsledare inom genusvetenskap och ordförande för jämställdhetskommittén. 2008 utsågs han också till hedersdoktor vid samma lärosäte.
Det fjärde spåret i Westerbergs styrelsekarriär är något mindre tydligt utpräglat, men rör finansmarknaden och främst dess regleringsorgan. Som före detta statssekreterare i budgetdepartementet hade han goda meriter för att väljas som folkpartiets representant i riksbanksfullmäktige, ett uppdrag som avslutades 2006. Åren 2003–2014 var han ordförande i (den första fullt ansvariga) styrelsen för Finansinspektionen.
Utöver de ovan nämnda uppdragen kan bland annat läggas till tidigare och aktuella styrelseuppdrag inom Bibliotekstjänst, Svenska Petroleum och Biodrivmedel Institutet, Cirkör AB, Sveriges författarfond och Patientförsäkringsföreningen.

### Nuvarande styrelseuppdrag
- styrelseordförande i Institutet för Handikappvetenskap[källa behövs]
- styrelseordförande i Institutet för Framtidsstudier[22]
- styrelseordförande i Patientförsäkringsföreningen[källa behövs]
- styrelseordförande i Cirkus Cirkör[23]
- styrelseordförande i Svenska Petroleum och Biodrivmedel Institutet[24]
- styrelseordförande i Stiftelsen Liberal Debatt.[25]

### Tidigare styrelseuppdrag
- styrelseordförande i Röda korset

Efter massiv kritik, bland annat för storleken av hans lön som styrelseordförande, slutade Bengt Westerberg som ordförande den 12 juni 2011.

## Familj
Westerberg var gift första gången 1967–1981 med Eva Westerberg, född Nyström, med vilken han har två döttrar, och andra gången 1983–1999 med Marie Ehrling, med vilken han har en son. Dessutom var han 1964 förlovad med Inger Claesson, senare gift med Olle Wästberg. Westerberg är numera[när?] sambo med Bonnie Bernström, tidigare riksdagsledamot för (fp) och konsult.